# Sembo Almayew
Sembo Almayew, née le 24 janvier 2005 est une athlète éthiopienne, spécialiste du 3 000 mètres steeple.

## Biographie
En 2022, elle établit la nouvelle meilleure performance mondiale cadette sur 3 000 m steeple en 9 min 18 s 98. Elle remporte à l'âge de 17 ans la médaille d'argent du 3 000 mètres steeple lors des championnats du monde juniors 2022 à Cali, où elle est devancée par la Kényane Faith Cherotich. Elle participe aux championnats du monde 2022 à Eugene mais ne franchit pas le cap des qualifications.
Le 2 juin 2023, elle remporte le meeting Golden Gala à Florence, en établissant un nouveau personnel et du meeting en 9 min 0 s 71.

## Palmarès
| Date | Compétition                   | Lieu     | Résultat | Épreuve         | Temps         |
| ---- | ----------------------------- | -------- | -------- | --------------- | ------------- |
| 2022 | Championnats du monde juniors | Cali     | 2e       | 3 000 m steeple | 9 min 30 s 41 |
| 2023 | Championnats du monde         | Budapest | 13e      | 3 000 m steeple | 9 min 18 s 25 |
| 2024 | Jeux olympiques               | Paris    | 4e       | 3 000 m steeple | 9 min 0 s 83  |
| 2024 | Championnats du monde juniors | Lima     | 1re      | 3 000 m steeple | 9 min 12 s 7  |

## Records
| Épreuve              | Temps        | Lieu     | Date        |
| -------------------- | ------------ | -------- | ----------- |
| 3 000 mètres steeple | 9 min 0 s 71 | Florence | 2 juin 2023 |